# 紀元前102年
紀元前102年（きげんぜん102ねん）は、ローマ暦の年である。

## 他の紀年法
- 干支 : 己卯
- 日本
  - 開化天皇56年
  - 皇紀559年
- 中国
  - 前漢 : 太初3年
- 朝鮮
  - 檀紀2232年
- 仏滅紀元 : 443年
- ユダヤ暦 : 3659年 - 3660年

## できごと

### ローマ
- ガイウス・マリウスがアクアエ・セクスティアエの戦い（エクス＝アン＝プロヴァンス）でスキタイとテウトネス族を破った。
- キンブリ族がアディジェ川の渓谷で執政官クィントゥス・ルタティウス・カトゥルスを破った。

### アジア
- 武帝が月氏との2年間の戦いの末、フェルガナに位置する大宛のコーカンドを占拠した。

## 誕生
- クィントゥス・トゥッリウス・キケロ 共和政ローマ期の軍人・政治家（+ 紀元前43年）
- ガイウス・ユリウス・カエサル 共和政ローマ期の軍人・政治家（+ 紀元前44年）